# Macroclinium roseum
Macroclinium roseum är en orkidéart som beskrevs av João Barbosa Rodrigues. Macroclinium roseum ingår i släktet Macroclinium och familjen orkidéer. Inga underarter finns listade i Catalogue of Life.